# Диметоксиэтан
Диметоксиэтан — органический растворитель, диметиловый эфир этандиола, достаточно инертен, ввиду прочности связей C-O, тем не менее, достаточно легко окисляется. Получают метилированием монометилового эфира этандиола диметилсульфатом или его алкоголятов метилгалогенидами.